# 다이안 베차

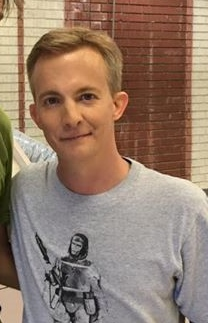

디앤 바하(Dian Bachar, 1970년 10월 26일 ~ )는 미국의 배우이다.
덴버에서 태어났다.

## 출연 작품
- 맨 인 더 실로 (2012년)
- 톰 쿨 (2009년)
- 더 라이프 오브 럭키 큐컴버 (2009년)
- National Lampoon's TV: The Movie (2006)
- 일렉트릭 애프리콧 (2006년)
- 팀 아메리카: 세계 경찰 (2004년)
- 록키와 불윙클 (2000년)
- 갤럭시 퀘스트 (1999년)
- 남자 둘, 여자 하나 (1998년)
- 베이스켓볼 (1998년)
- 오가즈모 (1997년)
- 카니발 더 뮤지컬 (1996년) - 조지 눈 역

### 텔레비전
- 사우스 파크 - TV 시리즈 (1997년)